# Seznam kancléřů litoměřického biskupství
Kancléř litoměřického biskupství je nejvyšším úředníkem litoměřické biskupské kurie, která řídí litoměřickou diecézi. V 17. a 18. století se jednalo o úředníky s titulem director cancelariae. Data představují období, kdy zastávali úřad. Většinou byl tento úřad v minulosti obsazován kanovníky litoměřické kapituly. V důsledku reforem po II. vatikánském koncilu je možné, aby tento úřad zastávali i laikové.

## Funkční období kancléřů litoměřického biskupství
| Portrét | Funkční období | Jméno                          |
| ------- | -------------- | ------------------------------ |
|         | 1655–1671      | nezjištěno                     |
|         | 1671-1676?     | Ondřej Xaver Fromm             |
|         | 1676–1677      | Michael Ernst Beer             |
|         | 1769-1774      | Vavřinec Slavík                |
|         | 1794           | Bartholomaeus Johannes Winkler |
|         | 1806–1815      | Antonius Hirnle                |
|         | 1816–1823      | Joseph Grün                    |
|         | 1825–1832      | Václav Kára                    |
|         | 1832–1842      | Franz Köhler                   |
|         | 1842–1859      | Filip Degel                    |
|         | 1859–1860      | Josef Pfeifer                  |
|         | 1860–1862      | Joseph Ackermann               |
|         | 1862-1864      | Jan Řehák                      |
|         | 1864–          | Jan Drbohlav                   |
|         | ?              |                                |
|         | mezi 1908–1924 | Josef Funk                     |
|         | ?              |                                |
|         | –1940          | Franz Reike                    |
|         | 1940–1944      | Georg Simeth                   |
|         | 1944–1945      | Georg Zischek                  |
|         | 1952–1955      | Jaroslav Michal                |
|         | 1955–1956      | Ignác Stodůlka                 |
|         | 1956–1965      | Václav Slavík                  |
|         | 1965–1969      | Mojmír Melan                   |
|         | 1969–1974      | Josef Helikar                  |
|         | 1974–1981      | Tomáš Holoubek                 |
|         | 1981–1989      | Václav Truxa                   |
|         | 1990–1996      | Josef Helikar                  |
|         | 1996–2007      | Jaroslav Macek                 |
|         | 2008–2010      | Jiří Hladík                    |
|         | 2010–2016      | Miloslav Marek                 |
|         | 2016–          | Jakub Myšička                  |